# Diplopterygium norrisii
Diplopterygium norrisii är en ormbunkeart som först beskrevs av Georg Heinrich Mettenius och Oskar Kuhn, och fick sitt nu gällande namn av Takenoshin Nakai. Diplopterygium norrisii ingår i släktet Diplopterygium och familjen Gleicheniaceae. Inga underarter finns listade.